# Lomatia kaokoana
Lomatia kaokoana är en tvåvingeart som beskrevs av Hesse 1956. Lomatia kaokoana ingår i släktet Lomatia och familjen svävflugor.
Artens utbredningsområde är Namibia. Inga underarter finns listade i Catalogue of Life.